# 나타샤 생피에르
나타샤 생피에르(Natasha St-Pier, 1981년 2월 10일 ~ )는 프랑스에서 활동하는 아카디아계 캐나다의 싱어송라이터이다. 유로비전 송 콘테스트 2001에서 프랑스 대표로 참가했다.